# Козаченківка
Козаче́нківка —  село в Україні, у Валківській міській громаді Богодухівського району Харківської області. Населення становить 67 осіб. До 2020 орган місцевого самоврядування — Кобзарівська сільська рада.

## Географія
Село Козаченківка знаходиться за 6 км від м. Валки, примикає до села Кобзарівка, за 1 км знаходяться села Зайцівка і Лисконоги. Неподалік від села розташований великий лісовий масив — ліс Казенний.

## Історія
12 червня 2020 року, розпорядженням Кабінету Міністрів України № 725-р «Про визначення адміністративних центрів та затвердження територій територіальних громад Харківської області», увійшло до складу Валківської міської громади.
19 липня 2020 року, в результаті адміністративно-територіальної реформи та ліквідації Валківського району, село увійшло до складу Богодухівського району.